# Saint-Médard (Haute-Garonne)
Saint-Médard ist eine französische Gemeinde mit 224 Einwohnern (Stand: 1. Januar 2022) im Département Haute-Garonne in der Region Okzitanien. Sie gehört zum Kanton Bagnères-de-Luchon und zum Arrondissement Saint-Gaudens. 

## Geographie
An der nördlichen Gemeindegrenze verläuft das Flüsschen Jô, im Süden der Soumès.
Saint-Médard grenzt im Norden an Castillon-de-Saint-Martory, im Osten an Beauchalot, im Süden an Labarthe-Inard, im Südwesten an Savarthès und im Nordwesten an Landorthe.

## Bevölkerungsentwicklung
| Jahr                      | 1962 | 1968 | 1975 | 1982 | 1990 | 1999 | 2008 | 2015 |
| ------------------------- | ---- | ---- | ---- | ---- | ---- | ---- | ---- | ---- |
| Einwohner                 | 140  | 148  | 154  | 185  | 232  | 235  | 204  | 221  |
| Quelle: Cassini und INSEE |      |      |      |      |      |      |      |      |